# Fluorur de sulfuril
El fluorur de sulfuril, en anglès:Sulfuryl fluoride o sulphuryl fluoride) és un compost inorgànic amb la fórmula SO₂F₂. És un gas que fàcilment es condensa amb les seves propietats més similars al hexafluorur de sofre que al clorur de sulfuril, essent resistent a la hidròlisi fins i tot a 150 °C.

## Ús com fumigant
Originàriament va ser desenvolupat per Dow Chemical Company, el fluorur de sulfuril és un insecticida per fumigació per a controlar els tèrmits de la fusta seca, també serveix per al control de rosegadors i els coleòpters. Substitueix el bromur de metil que perjudicava la capa d'ozó.
Durant la seva aplicació en edificis s'han de tancar dins una tenda hermètica i aplicar el gas durant com a mínim 16–18 hores. Després de l'aplicació, els edificis s'han de ventilar durant 6 hores El fluorur de sulfuril és incolor, inodor i no deixa cap residu.

## Consideracions de seguretat
La inhalació de fluorur de sulfuril és perillosa i s'han atribuït morts per enverinament amb aquest producte químic.